# Hedwig Scherrer

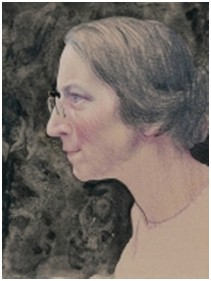
Hedwig Scherrer: Selbstporträt

Hedwig Scherrer (* 11. März 1878 in Sulgen TG; † 8. Mai 1940 in Zürich) war eine Schweizer Malerin und Philanthropin. Sie war eine der ersten akademisch ausgebildeten Künstlerinnen der Schweiz.

## Leben
Scherrer wuchs als Einzelkind in gutbürgerlichen Verhältnissen, in einem Klima der Weltoffenheit und des kulturellen Interesses auf. Ihr Vater war erfolgreicher Jurist, Politiker und St. Galler Magistrat, der sich für den Weltfrieden einsetzte. Die Mutter förderte das zeichnerische und musikalische Talent der Tochter.
Schon früh waren ihr, zusammen mit ihrer Freundin Frida Kaiser, die Gleichstellung der Frau und die Verbesserung der sozialen Verhältnisse ein Anliegen. 1894 trat sie in die Zeichnungsschule des St. Galler Gewerbemuseums (heute Textilmuseum) ein und genoss Unterricht bei Johannes Stauffacher im Pflanzenzeichnen und bei Emil Hansen (Nolde) im figürlichen Zeichnen. Ihre Allgemeinbildung ergänzte sie durch Institutsaufenthalte in der Westschweiz und in England.
1896 folgte die Ausbildung zur freischaffenden Künstlerin an der Damenakademie des Münchner Künstlerinnenvereins in München, in den Fächern Akt- und Landschaftszeichnen, Porträtieren, Illustrieren und in verschiedenen Mal- und Drucktechniken. 1900 schloss sie ihre künstlerische Ausbildung in Paris ab.
Erste Aufträge erhielt Scherrer für die Illustration von historischen Prachtbänden, wie Der Kanton St. Gallen 1803–1903, Die Geschichte der Schweiz im 19. Jahrhundert, Schweizer eigener Kraft und Die Schweizer Frau. Dazu traten Porträts für den Familien- und Bekanntenkreis.

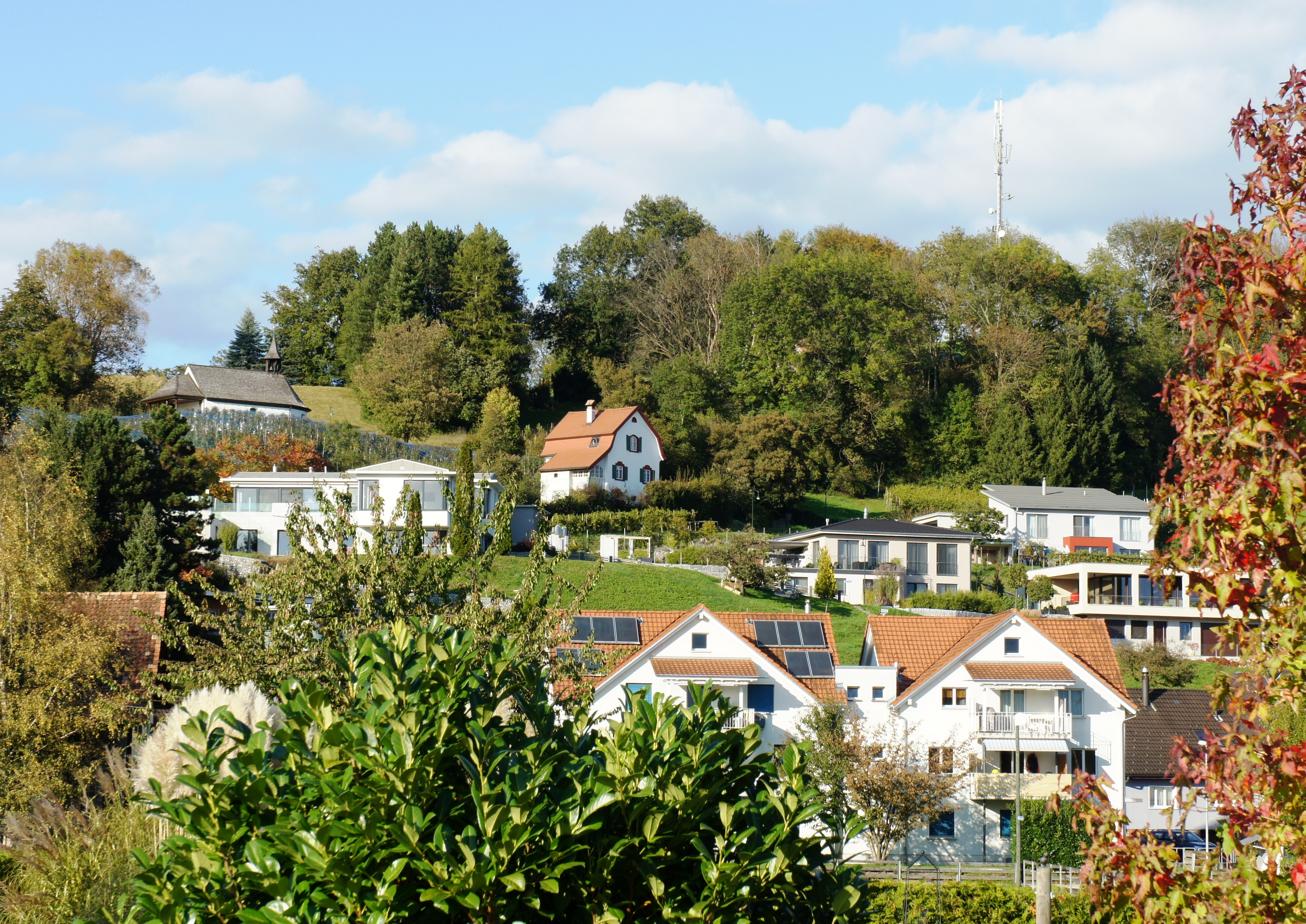
Atelierhaus oberhalb von Montlingen

Die Unruhe im Elternhaus und der Verkehrslärm der Stadt sowie das Beispiel anderer Maler führten zu Planung und Bau des Atelierhauses in Montlingen im St. Galler Rheintal. Es ist ein Beispiel für ein Gesamtkunstwerk, von Scherrer selbst entworfen, ausgemalt und ausstaffiert, 1908 bezogen. Zusammen mit dem Ferienhaus der Eltern auf der Alp Gamperdond im Vorarlberg war Montlingen Scherrers wichtigster Aufenthaltsort während der wärmeren Jahreszeit. An diesen Orten entstanden die meisten Landschaftsdarstellungen.
Vielseitige Betätigungsfelder bot aber weiterhin die Heimatstadt St. Gallen, wo sie im Winter weilte:
- Druckgrafik für Sportvereine (Ski- und Alpenclub, Wandervogelbewegung), an deren Aktivitäten sie sich selbst beteiligte
- Ausstattung, Kulissen und Figurinenvorlagen für das St. Galler Marionettentheater (1903–1943)
- Wandmalereien für Spitäler und Heime in St. Gallen, Zürich und im Toggenburg
- Dichten und Illustrieren von Märchenbüchern (Privataufträge)
- Karikaturen, meist das eigene Leben, die Familie und den Bekanntenkreis betreffend

Zu den künstlerischen Aktivitäten kam die Korrespondenz mit gleichgesinnten Freundinnen. Die Beziehung zum Industriellen Fritz Iklé zerbrach an der Erkenntnis Scherrers, dass sie Kunst und Ehe nicht miteinander vereinbaren konnte. Dafür gewann sie wertvollen kameradschaftlichen Kontakt mit dem Toggenburger Pädagogen, Maler, Musiker und Volkskundler Albert Edelmann (1886–1963).

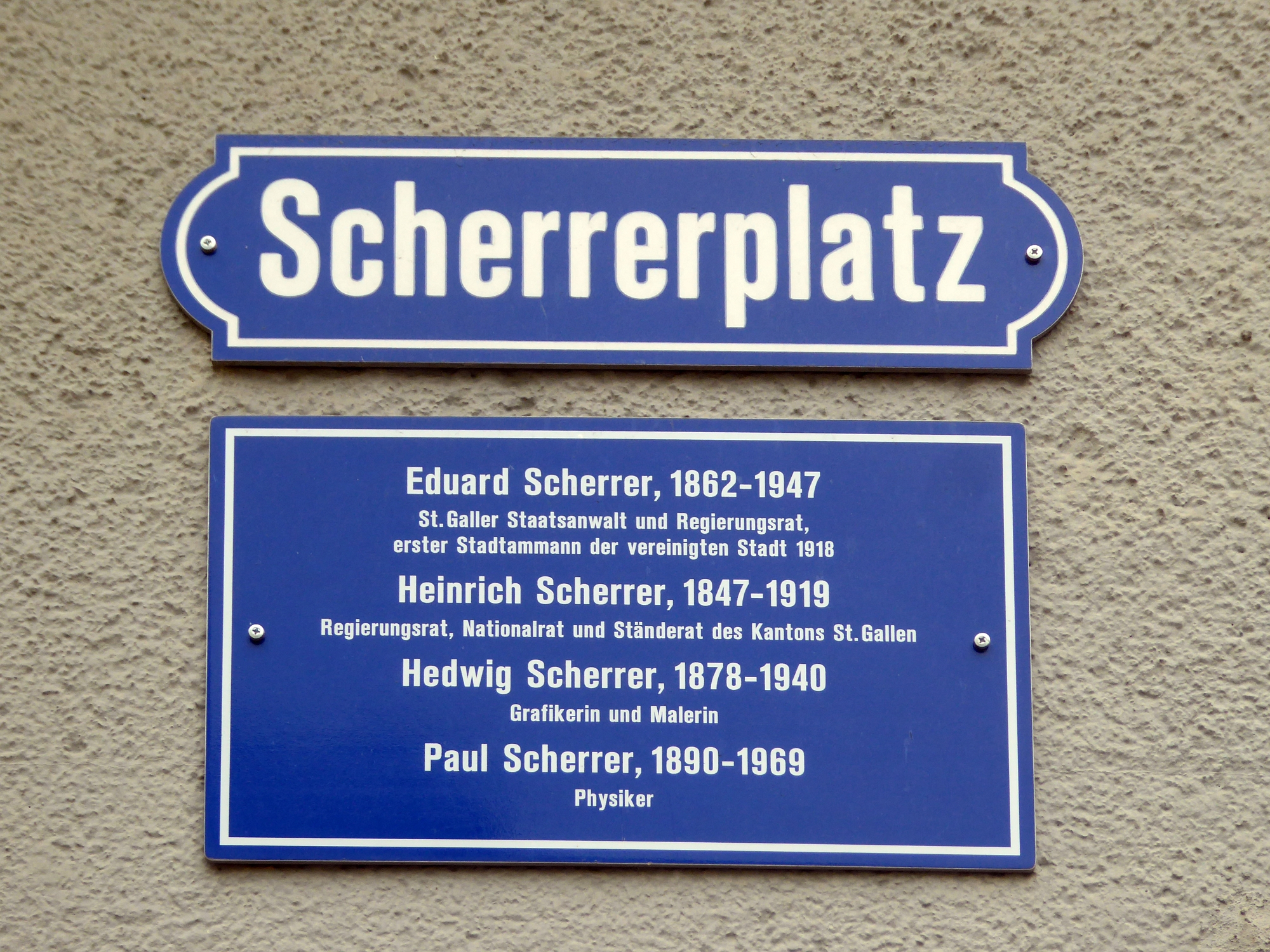
Scherrerplatz in St. Gallen

Um 1918 erschloss sich für Hedwig Scherrer eine neue Kunstgattung, nämlich die Miniaturmalerei, welche sie formal wie inhaltlich entwickelte und die ihr den Weg vom Jugendstil zum Symbolismus und Expressionismus ebnete. Nach dem Tod des Vaters 1924 wandte sie sich einmal mehr einem neuen Gebiet zu, dem Trachtenwesen, das sich als Rückbesinnung auf traditionelle Kultur und als Reaktion auf die Launen der Mode verstand. Scherrer studierte historische Kostüme und schuf erneuerte Vorlagen und Anleitung für die Herstellung. Sie betreute selber die Rheintaler Trachtengruppe und beschenkte diese 1930 mit einem selbst geschaffenen Liederbuch. Die Melodien und Liedsätze komponierte sie selbst und versah das Büchlein mit Lithografien.
Nach Hitlers Machtergreifung setzte Scherrer die Friedensarbeit ihres verstorbenen Vaters in dem Sinn fort, als sie im Auftrag von pazifistischen Organisationen Plakate gegen die Rüstungsindustrie und den Krieg schuf.
In ihren letzten Lebensjahren geriet sie immer mehr in finanzielle Not, einesteils weil sich der Ertrag der Scherrerschen Familienstiftung infolge der Wirtschaftskrise verringerte, weil nicht genügend künstlerische Aufträge vorhanden waren und vor allem weil sie sich zu Gunsten von Bedürftigen, politischen Flüchtlingen und Grenzschutzsoldaten verausgabte.
In ihrem Testament übergab sie ihr Atelierhaus der St. Galler Künstlerschaft (heute visarte Ost). Deren Tochterorganisation, die Hedwig Scherrer-Stiftung, betreut nun Haus und Nachlass. Der Nachlass befindet sich zum grössten Teil in der Kantonsbibliothek Vadiana St. Gallen.

## Werke

### Auswahl

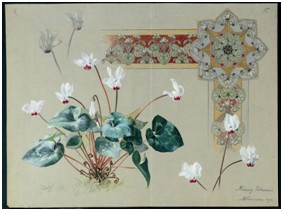
Zyklamen
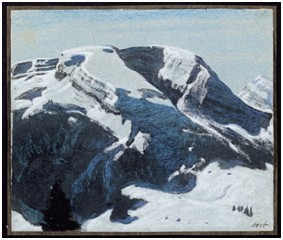
Churfirsten winterlich
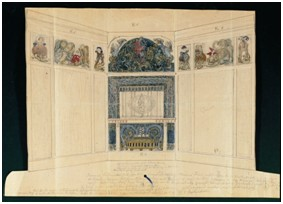
Marionettentheater
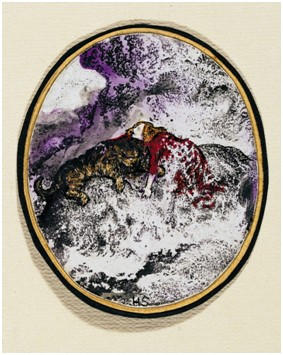
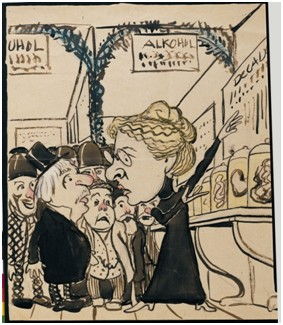
Karikatur Frida Imboden-Kaiser
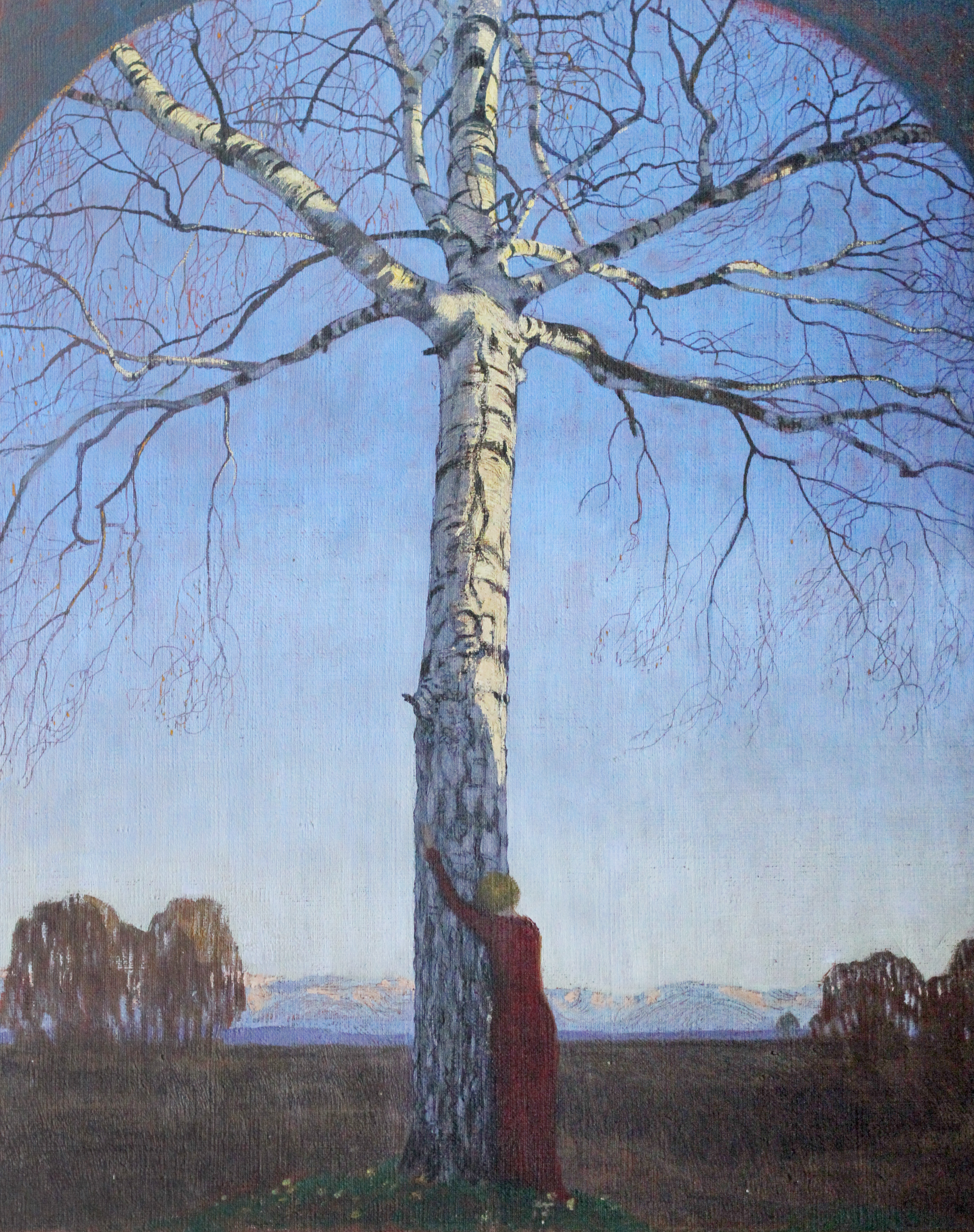
Frau mit Birke
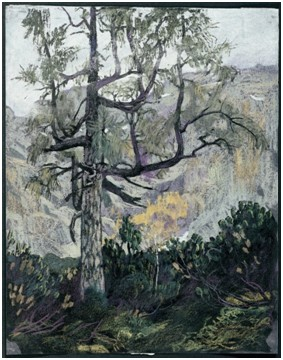
Alte Lärche
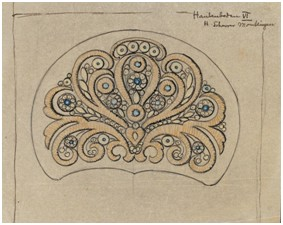
Haubenboden
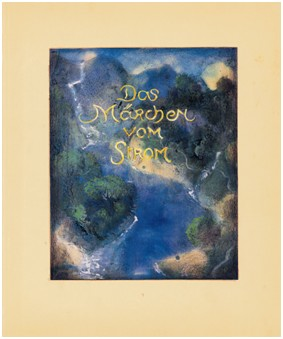
Märchenbuch

## Ausstellungen
seit der Gründung der Hedwig Scherrer-Stiftung
- 1989: Stickerei-Zeit, Kunst und Kultur in St. Gallen 1870–1930, Kunstmuseum St. Gallen
- 1990: Hedwig Scherrer, Gedächtnisausstellung zum 50. Todesjahr, Katharinen, St. Gallen
- 1994: Albert Edelmann – Hedwig Scherrer, Kulturaustausch Toggenburg-Rheintal, Migros Klubschule Lichtensteig SG und Gemeindemuseum Oberriet SG
- 2002: Kopf und Kragen, mit Textilentwürfen Hedwig Scherrers, Textilmuseum St. Gallen
- 2004: Frauengestalten – Frauen gestalten, mit Kurzporträt Hedig Scherrers, Textilmuseum St. Gallen
- 2005: Frauen im Dienste des Friedens, mit Hedwig Scherrer, Waaghaus St. Gallen
- 2005: Eigenwillig – Künstlerinnen am Bodensee, Wessenberg-Galerie Konstanz
- 2006: Hedwig Scherrer – Gast im Nenzinger Himmel, Wolfhaus Nenzing (Vorarlberg)
- 2008: 100 Jahre Atelierhaus in Montlingen, Gemeindemuseum Oberriet SG und Migros Klubschule St. Gallen
- 2008: Leicht abgehoben, Visionäre, Utopisten, Aussenseiter, Ausstellungssaal des Regierungs-Gebäudes St. Gallen
- 2009: Abschluss des 20-jährigen kleinen Ausstellungszyklus’ im Gemeindemuseum Oberriet SG
- 2010: In memoriam – Kunstschaffende des 20. Jahrhunderts im Rheintal, Frauenhof-Residenz Altstätten SG
- 2010: Hedwig Scherrer – Streben nach dem Gesamtkunstwerk, Historisches Museum St. Gallen

### Schriftlicher Nachlass
- Aufzeichnungen aus der Schulzeit

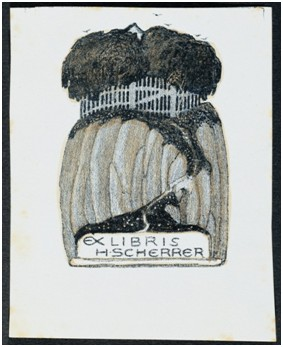
Ex Libris von Hedwig Scherrer

- Briefe an Frida (Imboden-) Kaiser, St. Gallen
- Briefe an Nelly Zwicky (Pseudonym Bergmann), Mollis GL
- Tagebuch / Briefe an Fritz Iklé, St. Gallen
- Briefe an Dora Schlatter, St. Gallen
- Briefe an Meta Schuster, St. Gallen
- Briefe an Elisabeth Thalmann
- Gästebücher von Montlingen und Gamperdond (Nenzinger Himmel)

Diese Quellen sind weitgehend als Depot in der Kantonsbibliothek Vadiana St. Gallen untergebracht.

### Publikationen
Werke
- Das Märchen vom Strom. Faksimile. Hedwig Scherrer-Verlag, Oberriet 2004, ISBN 3-9522905-1-3.
- Das Märchen von den sechs Brüdern. Faksimile. Hedwig Scherrer-Verlag, Oberriet 2011.
- Peter Zünd (Hrsg.): Das Blau der Ferne. Gedichte von Hermann Hesse / Miniaturen von Hedwig Scherrer. Hedwig Scherrer-Stiftung, St. Gallen/Altstätten 1997.
- Peter Zünd. (Hrsg.): Hedwig Scherrer, Briefe Bd. I und II. An Frida Kaiser und Nelly Zwicky. Hedwig Scherrer-Stiftung, Montlingen SG 2003, ISBN 3-9522905-0-5.
- Geburtstags-Kalender [I]. Bearbeitetes Bilderbuch für das Vor-Lesealter. Hedwig Scherrer-Verlag, Oberriet 2006.
- Geburtstags-Kalender [II]. Hedwig Scherrer, 13 meisterhafte Pflanzenstudien (1896–1899). Zusammengestellt durch Peter Zünd. Hedwig Scherrer-Verlag, Oberriet SG 2010.
- Briefmarke Fr. 1.10, Fürstentum Liechtenstein. Hedwig Scherrers «Lienzerspitz», zum 700jährigen Bestehen der Schweizerischen Eidgenossenschaft 1991.[1]

Kataloge
- Stickerei-Zeit. Katalog/Begleitschrift zur gleichnamigen Ausstellung im Kunstmuseum St. Gallen. Autorengemeinschaft, Verlagsgemeinschaft St. Gallen, 1989, ISBN 3-7291-1052-7. S. 214–218.
- Atelierhäuser. Katalog der Ausstellung zum 100-jährigen Bestehen des Hedwig Scherrer Atelierhauses in Montlingen 1908–2008. Hedwig Scherrer-Stiftung, Montlingen SG / Gemeindemuseum Oberriet SG, 2008.
- Hedwig Scherrer (1878–1940). Katalog/Begleitschrift zur Gedächtnisausstellung zum 50. Todesjahr. Hedwig Scherrer-Stiftung, Katharinen St. Gallen, 1990.
- Peter Zünd: Hedwig Scherrer – Schriften, Skizzen und Miniaturen. Begleitschrift zur Ausstellung im Historischen Museum St. Gallen: Hedwig Scherrer – Streben nach dem Gesamtkunstwerk. Kantonsbibliothek Vadiana, St. Gallen 2010.

Sekundärliteratur
- Peter Zünd: Hedwig Scherrer (1878–1940), eine vielseitige und engagierte Künstlerin. in: Toggenburger Annalen 1990. Buchdruck und Verlag E. Kalberer AG, Bazenheid SG 1989. S. 73–78.
- Peter Zünd: Künstlerin und Menschenfreundin Hedwig Scherrer (1878–1940). In: Unser Rheintal 1990. Rheintaler Volksfreund, Au SG 1989.  S. 231–236.
- Peter Zünd: Künstlerin und Philanthropin. In: Bodensee Hefte, Nr. 11, November 1990, AVD-Druck Goldach SG. S. 12–17.
- Christoph Sigrist: Unerzähltes Leben in St. Gallen. Predigttext. Typotron AG St. Gallen, 2002, ISBN 3-908151-23-6. S. 50–53.
- Jolanda Spirig: Blütenweiss bis rabenschwarz, St. Galler Frauen – 200 Porträts. Limmat Verlag Zürich, 2003, ISBN 3-85791-444-0. S. 337–339.
- diverse Autoren: Sankt Galler Geschichte 2003. Amt für Kultur des Kantons St. Gallen, 2003, ISBN 3-908048-43-5. Band 6, S. 103, 227, 229, 231; Band 7, S. 74, 117, 118, 153, 154, 156–158; Band 8, S. 258.
- Peter Zünd, in: Rheintaler Köpfe – historisch-biografische Porträts aus fünf Jahrhunderten. Verein für die Geschichte des Rheintals, Berneck SG 2004, ISBN 3-033-00265-X. S. 309–315.
- Autorinnengemeinschaft: Eigenwillig – Künstlerinnen am Bodensee 1900 bis 1950. Städtische Wessenberg-Galerie Konstanz, 2005, ISBN 3-929768-18-6. S. 76/77.
- Gerda Breuer, Julia Meer (Hrsg.): Women in Graphic Design. Berlin 2012, Jovis, ISBN 978-3-86859-153-8, S. 546.
- Peter Zünd: Hedwig Scherrer In: Daniel Studer (Hrsg.): Berufswunsch Malerin! Elf Wegbereiterinnen der Schweizer Kunst aus 100 Jahren. FormatOst, Schwellbrunn 2020, ISBN 978-3-03895-024-0, S. 170–191.

Tonträger
- Lieder vom St.Galler Rheintal. CD mit einer Auswahl von 18 Liedern aus dem gleichnamigen Buch von Hedwig Scherrer, interpretiert durch «Die Original Sam Singers» unter der Leitung von Samuel Zünd. Hedwig Scherrer-Verlag, Oberriet 2008.